# Estación de St. Margrethen
La estación de St. Margrethen es una estación ferroviaria de la comuna suiza de Sankt Margrethen, en el Cantón de San Galo.

## Historia y ubicación
La estación de St. Margrethen fue inaugurada en 1858 con la apertura del tramo Rheineck - Sargans de la línea férrea Rorschach - Sargans por parte del Vereinigte Schweizerbahnen (VSB). En 1872 se inauguró por parte del Vorarlbergbahn el ramal que une a St. Margrethen con Wolfurt. La compañía VSB pasaría a ser absorbida por los SBB-CFF-FFS en 1902.
La estación se encuentra ubicada en el noreste del núcleo urbano de Sankt Margrethen. Cuenta con dos andenes, uno central y otro lateral a los que acceden tres vías pasantes, a las que hay que añadir varias vías toperas y vías de servicio.
En términos ferroviarios, la estación se sitúa en la línea Rorschach - Sargans y en el ramal . Sus dependencias ferroviarias colaterales son la estación de Rheineck hacia Rorschach, la estación de Au en dirección Sargans y la estación de Lustenau hacia Wolfurt.

## Servicios ferroviarios
Los servicios ferroviarios de esta estación están prestados por SBB-CFF-FFS:

### Larga distancia
- EC Zúrich - Zúrich Aeropuerto - Winterthur - San Galo - St. Margrethen - Bregenz - Lindau - Memmingen - Buchloe - Múnich. Hay cuatro servicios diarios por sentido.

### Regionales
- RE Rheintal Express San Galo - Rorschach - St. Margrethen - Altstätten - Buchs - Sargans - Bad Ragaz - Landquart - Chur.

### S-Bahn San Galo
En la estación efectúan parada los trenes de cercanías de dos líneas de la red S-Bahn San Galo:
- S 1 Wil – Gossau – San Galo – Rorschach - St. Margrethen – Altstätten
- S 2 (Wattwil) – Herisau – San Galo – Rorschach - St. Margrethen – Heerbrugg